# 爾朱文暢
爾朱 文暢（じしゅ ぶんちょう、528年 - 545年）は、北魏から東魏にかけての人物。本貫は秀容郡。爾朱栄の四男。

## 経歴
はじめ昌楽郡開国公に封じられ、昌楽王に進んだ。散騎常侍・撫軍将軍の位を受けた。韓陵の戦いで爾朱氏が高歓に敗れ、文暢の姉の大爾朱氏が高歓の妾となると、その実家として保護され、文暢は肆州刺史に任じられた。撫軍将軍のまま、開府儀同三司の位を受けた。家に財産を蓄え、任冑・李世林・鄭仲礼・房子遠らとつきあい、反乱計画を謀議した。545年（武定3年）、正月15日の夜に竹簇を打つ遊びがおこなわれるさい、当てることのできた者には高歓から賞品が手渡されることとなっており、任冑は鄭仲礼に刀を袴中に隠させ、殺害を決行する手筈であった。成功のあかつきには、文暢が君主として立てられることとなった。任氏の家客の薛季孝が高歓にその計画を密告したため、文暢は逮捕されて処刑された。享年は18。

## 伝記資料
- 『魏書』巻74 列伝第62
- 『北斉書』巻48 列伝第40
- 『北史』巻48 列伝第36